# Кахраманмараш
Кахраманмара́ш (тур. Kahramanmaraş) — город на юго-востоке Турции. Столица ила Кахраманмараш. Город лежит на равнине на подножии хребта Восточный Тавр.

## История

### Ранний период
В древнейший период истории являлась столицей сиро-хеттского царства Гургум. Во времена Римской и Византийской империй город назывался Цезария Германикея (греч. Γερμανίκεια).
В раннем средневековье город был неоднократно разрушен во время арабо-византийско-армянских войн.
В 916 году разграблен византийским князём Млехом.
В промежутке с 1071 по 1086 годы — столица армянского государства Филарета Варажнуни. После падения государства Варажнуни Мараш, видимо, на короткое время вернулся под власть Византии. В 1097 году на короткий период был захвачен крестоносцами.
В 1101—1104 годах здесь правил вассальный Византии армянин Татул. 
В 1104 году Мараш был захвачен Жосленом I де Куртенэ и вошел в качестве феода в Эдесское графство. По Девольскому договору 1108 года Мараш был передан Боэмунду Тарентскому. В ответ на набеги Кылыч-Арслана в 1156 году армяне подожгли и разграбили Мараш. В 1165 году Мараш подвергся нападению князем Киликийской Армении Торосом. Армянский князь Млех предположительно получил город в качестве владения от своего союзника Нур ад-Дина Махмуда. В конце XII века правители Мараша признали сюзеренитет аз-Захира Гази. В 1185 году Рубен III захватил у Боэмунда III все области от Джейхана до Кастуна.
В 1208 году город был отнят у Киликийской Армении Кей-Хосровом I. Через несколько десятилетий город вновь перешёл к армянам. В 1271 году мамлюкский султан Бейбарс I послал из Алеппо войска в Мараш для изгнания оттуда татаро-монголов. В войне с Киликийской Арменией в 1274 году мамлюкские войска достигли Мараша. В переговорах с посланниками из Сиса Бейбарс I добился только денежной компенсации. Город перешёл к мамлюкам лишь в 1292 году при султане Аль-Ашраф Халиле. Армяне, видимо, вскоре отвоевали его, ибо источники сообщают о  взятии Мараша наибом Алеппо, эмиром Билбаном Табахи в 1297 году. В конечном итоге по договору между Киликийской Арменией и Египетским султанатом Мараш отошёл к последнему.
С 1515 года находился в составе Османской империи. Современный Мараш был основан в XVII веке в 18 км к западу от старого Мараша.

### XX век
До 1914 года в городе жили в основном армяне, которые составляли 57 % населения Мараша и его окрестностей.
До 1973 года город назывался Мараш. В октябре 1973 года к названию города было прибавлено слово Kahraman (герой). Это было связано с празднованием победы турецких войск над Французским армянским легионом во время битвы при Мараше (часть войны за независимость Турции). Также после войны Мараш был удостоен медали за независимость. 
Кахраманмараш неоднократно становился местом кровавых столкновений. В декабре 1978 года в городе произошла массовая резня, в ходе которой турецкими националистами было убито более ста алевитов. 
В 1980 году группировка Бозкурт спровоцировала массовые беспорядки, жертвами которых стали более 100 человек.
В Ереване существует район «Мараш» (административный округ Норк-Мараш), названный так в честь уцелевших армян из этой области, бежавших в Ереван во время геноцида армян в Османской империи.

### XXI век
6 февраля 2023 года город стал эпицентром мощного землетрясения магнитудой 7,8 баллов, в результате которого более 900 зданий города было полностью разрушено, погибло более 12 000 человек.
На октябрь 2024 года в районе Оникишубат города в рамках восстановления после землетрясения строится 1110 жилых и 766 торговых объектов. Сдача первых жилых домов запланирована на февраль 2025 года.

## Население
На 2009 год население города составляло 384 953 человек.

## Экономика
Экономика Кахраманмараша основана на текстильной промышленности и производстве мороженого. Кахраманмараш является одним из крупнейших центров текстильной промышленности Турции. 
С производства Кахраманмараша начинали многие известные в мире турецкие компании по производству мороженого.

## Города-побратимы
- Лондон, Великобритания
- Трабзон, Турция
- Цазин, Босния и Герцеговина
- Гавр, Франция
- Нальчик, Россия